# Прямокутні координати Землі
Прямокутні координати - це лінійні величини, що визначають положення точок на площині щодо двох взаємно перпендикулярних осей прямокутної сітки.

## Прямокутна сітка
Прямокутна сітка - це сітка квадратів, утворена горизонтальними і вертикальними лініями, що їх проведено через 4 або 2 см, що відповідає певній кількості кілометрів на місцевості. Частота ліній залежно від масштабу становить 2 км (1:10000) та 1 км (1:50000 і більше). Виходи прямокутної сітки на рамку оцифровуються в кілометрах у кутах рамки повністю, в інших місцях – двома останніми цифрами.

## Значення прямокутних координат
Прямокутні координати Землі, відповідно до звичайних прямокутних координат, показують відстань від точки до осей. Відстань дана у метрах. Координата Х визначається за горизонтальними лініями кілометрової сітки й показує відстань будь-якої точки від екватора. Координата У визначається за вертикальними лініями кілометрової сітки. Вона показує відстань у метрах від осьового меридіана певної геодезичної зони до об’єкта. Прямокутні координати записуються семизначними числами. Одиниці вимірювання при цьому не вказують. 
У Північній півкулі координата Х завжди є додатнім числом, у Південній півкулі – від’ємним. Координата У – завжди додатне число. Щоб число не було від’ємним, навмисно початок відліку від осьового меридіана геодезичної зони позначили не в 0 км, а в 500 км. Максимальна відстань від осьового меридіана до країв зони знаходиться на екваторі й становить 330 км. Що далі до полюсів, то зона вужчає через кулястість Землі. 
Значення чисел горизонтальної лінії кілометрової сітки розшифровується так: число на нижній горизонтальній лінії кілометрової сітки позначає відстань від екватора до цієї лінії у метрах. 
Значення чисел вертикальної лінії кілометрової сітки розшифровується так: перша цифра показує, у якій геодезичній зоні лежить місцевість; наступні цифри відображають кількість метрів відносно осьового меридіана. Оскільки йому надано число 500 км, то місцевість розташована на захід від об’єкта на вказану кількість м.

## Використання
Прямокутну (кілометрову) сітку використовують для обчислення відстаней, площ об’єктів, напрямків, у разі виконання різноманітних геодезичних робіт, для зазначення цілей у військовій справі.
1. ↑  КАФЕДРА ВІЙСЬКОВОЇ ПІДГОТОВКИ. ТАКТИЧНА І ТАКТИКО-СПЕЦІАЛЬНА ПІДГОТОВКА :  [] // Розділ 3 : МЕТОДИЧНА РОЗРОБКА.
2. ↑  Топографічна карта. Сайт geografiamozil2! (амер.). Процитовано 26 жовтня 2021.